# Ekholmen, Karlskrona

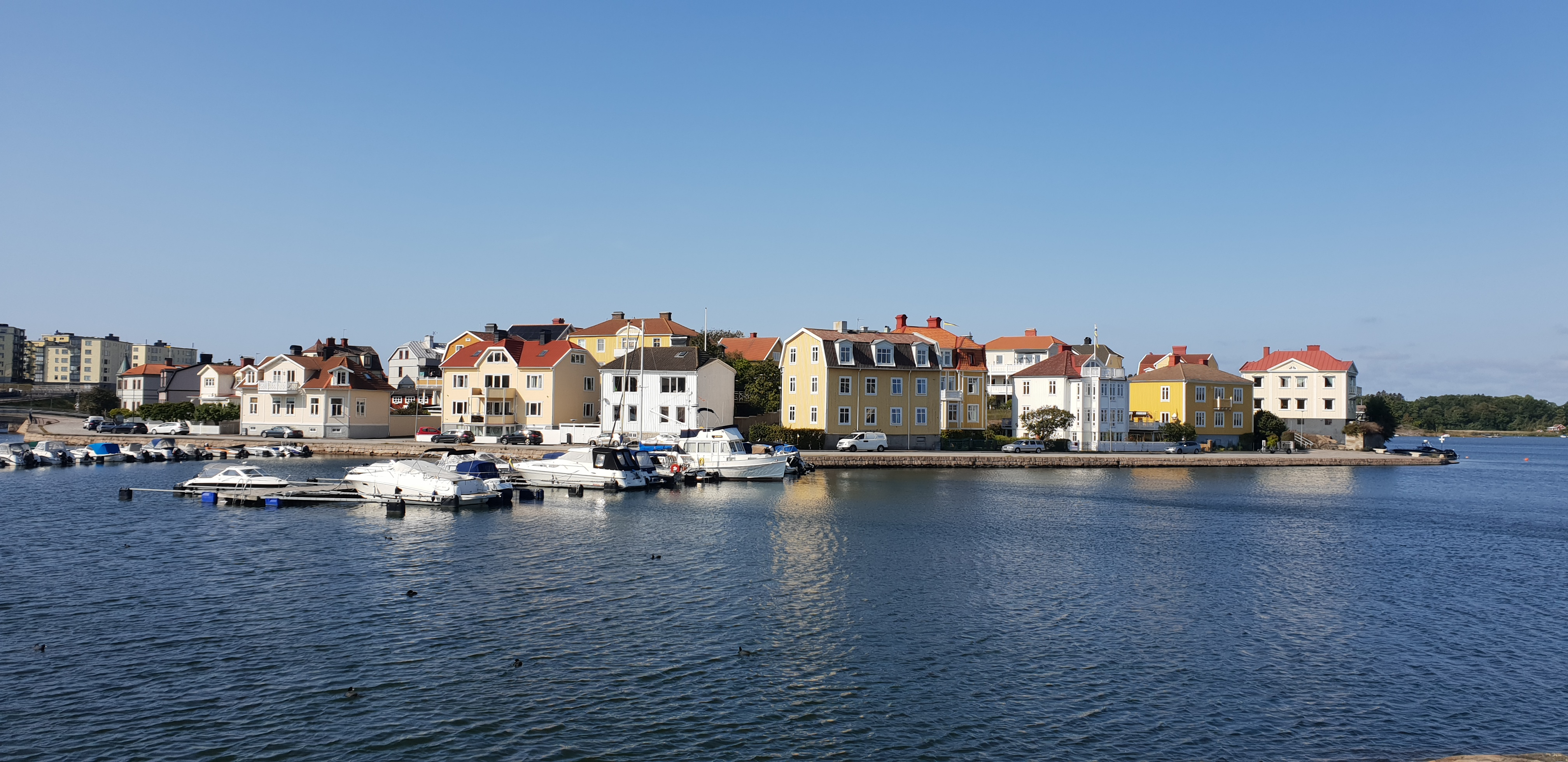
Ön Ekholmen i Karlskrona, sedd från Stakholmen.

Ekholmen är en stadsdel i Karlskrona. Stadsdelen utgörs av en ö med samma namn i stadens centrala delar. I samband med att det rådde bostadsbrist i Karlskrona under 1900-talets början beslutades det att ön skulle börja bebyggas. Karlskrona stad köpte ön för 7 362,50 kronor av landshövding Hans Wachtmeister år 1900. Innan hade ön tillhört Johannishus fideikommiss.
Två broar leder till Ekholmen: en från stadsdelen Björkholmen på Trossö och en till Saltö. Bron till Saltö, Gamla Saltöbron kallad, stod färdig och öppnades för trafik 6 februari 1920. Ön består av stora villor i trä, och huspriserna utgör bland de högsta i Blekinge län.